# Cupa Moldovei 2013-2014
La Cupa Moldovei 2013-2014 è stata la 23ª edizione della coppa nazionale moldava, che è iniziata il 25 agosto 2013 (con gli incontri del primo turno preliminare) ed è terminata il 25 maggio 2014. Lo Zimbru Chișinău ha vinto il trofeo per la sesta volta nella sua storia.

## Formula
Il torneo si svolge con turni ad eliminazione diretta in gara unica. Nei turni preliminari si affrontano le squadre militanti in Divizia B e Divizia A con gli accoppiamenti stabiliti in base a criteri geografici mentre a partire dai sedicesimi di finale entrano nella competizione quattro club della massima serie con i rimanenti già qualificati agli ottavi di finale.

## Primo turno preliminare
| Squadra 1            | Risultato   | Squadra 2              |
| -------------------- | ----------- | ---------------------- |
| 24 agosto 2013       |             |                        |
| Speranța Drochia     | 0 - 5       | Florești               |
| Sîngerei             | 4 - 1       | Fălești                |
| Codru Călărași II    | 1 - 4       | Codru Călărași         |
| Congaz               | 1 - 2 (dts) | Cahul                  |
| Olan Olănești        | 0 - 1       | Sinteza Căuşeni        |
| Anina-ŞS             | 0 - 2       | Tighina                |
| Grănicerul Glodeni   | 2 - 1       | Dava Soroca            |
| 25 agosto 2013       |             |                        |
| Cricova              | 2 - 0       | Iskra-Stal             |
| Prut Leova           | 2 - 3       | Maiak Chirsova         |
| Budăi                | 2 - 1       | Teleneşti              |
| Nisporeni            | 2 - 3       | ABUS Ungheni           |
| 28 agosto 2013       |             |                        |
| Universitatea Agrară | 0 - 6       | Viişoara Mileştii Mici |

## Secondo turno preliminare
| Squadra 1          | Risultato       | Squadra 2              |
| ------------------ | --------------- | ---------------------- |
| 31 agosto 2013     |                 |                        |
| Codru Călărași     | 2 - 3           | ABUS Ungheni           |
| Cricova            | 1 - 2           | Viişoara Mileştii Mici |
| Sinteza Căuşeni    | 2 - 3 (dts)     | Tighina                |
| Cahul              | 3 - 1           | Maiak Chirsova         |
| Comrat Chirsova    | 1 - 0           | Sparta Selemet         |
| 1º settembre 2013  |                 |                        |
| Grănicerul Glodeni | 2 - 2 (5-4 dcr) | Florești               |
| Budăi              | 1 - 3           | Sîngerei               |

## Primo turno
| Squadra 1              | Risultato       | Squadra 2        |
| ---------------------- | --------------- | ---------------- |
| 14 settembre 2013      |                 |                  |
| Grănicerul Glodeni     | 5 – 4 (dts)     | Rîşcani          |
| Sîngerei               | 4 – 2           | Edineț           |
| Viişoara Mileştii Mici | 0 – 1           | Victoria Bardar  |
| 15 settembre 2013      |                 |                  |
| ABUS Ungheni           | 1 – 2           | Sfîntul Gheorghe |
| Tighina                | 1 – 1 (4-5 dcr) | Real Succes      |
| Comrat Chirsova        | 4 – 2 (dts)     | Slobozia Mare    |
| 17 settembre 2013      |                 |                  |
| Cahul                  | 2 – 6           | Găgăuzia         |

## Secondo turno
| Squadra 1          | Risultato   | Squadra 2        |
| ------------------ | ----------- | ---------------- |
| 29 ottobre 2013    |             |                  |
| Zarea Bălți        | 4 – 1       | Intersport Aroma |
| 30 ottobre 2013    |             |                  |
| Speranța C.V.      | 2 – 3 (dts) | Saxan            |
| Găgăuzia           | 1 – 2       | Real Succes      |
| Grănicerul Glodeni | 0 – 4       | Dinamo-Auto      |
| Veris Chișinău     | 4 – 0       | Comrat Chirsova  |

## Ottavi di finale
| Squadra 1        | Risultato | Squadra 2           |
| ---------------- | --------- | ------------------- |
| 25 marzo 2014    |           |                     |
| Dacia Chișinău   | 8 – 0     | Sîngerei            |
| Victoria Bardar  | 3 - 0     | CSCA-Rapid Chișinău |
| Sheriff Tiraspol | 4 – 0     | Zarea Bălți         |
| 26 marzo 2014    |           |                     |
| Tiraspol         | 1 – 0     | Saxan               |
| Sfîntul Gheorghe | 0 – 3     | Academia Chișinău   |
| Milsami Orhei    | 2 – 0     | Real Succes         |
| Costuleni        | 0 – 3     | Veris Chișinău      |
| Zimbru Chișinău  | 1 – 0     | Dinamo-Auto         |

## Quarti di finale
| Squadra 1        | Risultato       | Squadra 2         |
| ---------------- | --------------- | ----------------- |
| 15 aprile 2014   |                 |                   |
| Victoria Bardar  | 2 – 5 (dts)     | Milsami Orhei     |
| Dacia Chișinău   | 3 – 0           | Academia Chișinău |
| Sheriff Tiraspol | 2 – 1           | Veris Chișinău    |
| Zimbru Chișinău  | 1 – 1 (7-6 dcr) | Tiraspol          |

## Semifinale
| Squadra 1       | Risultato | Squadra 2        |
| --------------- | --------- | ---------------- |
| 6 maggio 2014   |           |                  |
| Zimbru Chișinău | 2 – 0     | Dacia Chișinău   |
| 7 maggio 2014   |           |                  |
| Milsami Orhei   | 0 – 2     | Sheriff Tiraspol |

## Finale
| Arbitro: | Danny Makkelie |

|                      |           |                                             |
| Juninho Potiguar 59’ | Marcatori | 50’ Spătaru 65’ (aut.) Stanojević 77’ Erhan |